# Guess
Guess è un marchio statunitense specializzato nella produzione di abbigliamento e accessori.

## Storia

### Gli inizi
Guess nasce nel 1981 in California dall'intraprendenza e genialità dei quattro fratelli Marciano: Georges, Armand, Paul, Maurice, ebrei di origine marocchina e cresciuti a Marsiglia La famiglia Marciano ha piccoli negozi di abbigliamento sparsi tra Marsiglia, Tolone, Aix-en-Provence e Saint-Tropez.
Durante una vacanza negli Stati Uniti, Georges si accorge che in USA i pantaloni in denim si assomigliano un po' tutti (l'unica differenza consiste in una diversa decorazione nella tasca posteriore) e non esistono i jeans lavorati in stone-washing, il processo che li rende opportunatamente usurati ma che rende anche il tessuto più malleabile e quindi in grado di assecondare le forme femminili.
Così nel 1981 i fratelli Marciano aprono a Los Angeles, a Beverly Hills, un negozio importando dall'Europa la lavorazione stone-washing. Georges convince anche Bloomingdale's a mettere in vendita nel suo flagship store di New York la sua linea di jeans in denim che inizialmente è chiamata Marylin e ha tre cerniere. Un successo.

### La scelta del nome
Nel 1982 è Paul Marciano a indovinare la giusta campagna promozionale del marchio, cambiato in Guess con un interrogativo. Il punto di domanda ("?") nel logo richiama il significato in inglese della parola "guess", che letteralmente significa "indovina?"; Georges racconterà di aver visto, senza ancora conoscere l'inglese, un cartellone pubblicitario in cui c'era scritto: "Indovina, qual è il miglior hamburger? Big Boy". E aggiungerà: "Guess? Non sapevo nemmeno cosa significasse ma pensavo che suonasse bene in tutte le lingue".
L'aspetto forte della campagna pubblicitaria è l'utilizzo di fotografie in bianco e nero scattate, con la regia della tedesca Ellen von Unwerth, non in uno studio ma all'esterno, all'aperto. Campagne pubblicitarie particolarmente sensuali con testimonial che, all'inizio spesso sconosciute, diventano negli anni attrici o top model di fama mondiale come Claudia Schiffer, Drew Barrymore, Anna Nicole Smith, Naomi Campbell, Karen Mulder, Laetitia Casta, Adriana Lima, Edílson Nascimento, Paris Hilton, Gigi Hadid e la cantante Camila Cabello. Nel 1983 nasce la linea maschile, con lo stesso marchio sono messi in vendita nel tempo anche occhiali, borse, orologi, underwear, beachwear, scarpe, bigiotteria, profumi e accessori. Nel 1984 nasce anche la linea Guess Kids. I ricavi crescono: erano di 12 milioni di dollari nel 1982, toccano i 350 milioni nel 1987.

### Riassetto familiare
I Marciano hanno una lunga azione legale con un socio; nel 1993 anche i quattro fratelli non vanno più d'accordo sulle strategie di vendita e Georges lascia: vende il suo 40% ai fratelli per circa 200 milioni di dollari, va a vivere in Canada e qualche anno più tardi lancerà, insieme ad un altro fratello che ha preferito farsi anche lui da parte, Armand, e a una designer italiana, Cinzia Simone, una nuova attività nel mondo dell'abbigliamento di lusso.

### In Borsa a New York
Nel 1996 la società entra nella Borsa di New York. Nel 2004, periodo in cui l'azienda ha qualche sofferenza dovuta alla crisi economica, le linee uomo e donna sono unite sotto il brand Guess by Marciano che nel 2013 cambierà nome diventando Marciano Guess. Proprio quell'anno Guess decide di non rinnovare la licenza Guess by Marciano a Focus Europe di Crevalcore, scaduta a fine anno. Nel 2011 il fatturato dell'azienda è pari a 2,7 miliardi di dollari, in aumento dell'8% rispetto ai 2,5 miliardi registrati l'anno precedente. A trainare le vendite è il mercato asiatico, balzato del 25%. Gestisce direttamente 420 negozi negli Stati Uniti e in Canada e altri 360 in Europa, Asia e Sud America.
Nel 2015 Paul Marciano lascia l'incarico di CEO a Victor Herrero, assumendo l'incarico di presidente esecutivo e mantenendo il ruolo di direttore creativo. Il 2 febbraio 2019 l'incarico passa a Carlos Alberini, già direttore operativo dell'azienda tra il 2000 e il 2010.

## Dati economici
Nel 2017 Guess ha raggiunto i 2,3 miliardi di dollari di ricavi con un aumento dell'8% rispetto all'anno precedente. Ma ha chiuso i conti in rosso di 3,9 milioni di dollari.
Nel 2018 si è registrato un aumento del 10% delle vendite rispetto al 2017, l'anno fiscale è stato chiuso con un utile netto di 17,16 milioni di dollari

## Guess Foundation
Nel 1994 è stata fondata la Guess Foundation con lo scopo di raccogliere fondi per iniziative benefiche. Tra le iniziative vi sono la ricerca contro il cancro, la raccolta di giocattoli per bambini svantaggiati e la lotta alla violenza contro le donne.